# Břeclav (stacja kolejowa)
Břeclav – stacja kolejowa w Brzecławiu, w kraju południowomorawskim, w Czechach przy ulicy Sady 28. října 248. Ważny węzeł kolejowy w skali kraju oraz w połączeniach międzynarodowych (jeden z największych w Czechach). Położona tuż przy granicy z Austrią i Słowacją. Na stacji zatrzymują się pociągi wszystkich kategorii. Znajduje się na wysokości 160 m n.p.m.
Pierwszy pociąg wjechał na stację 9 czerwca 1839 roku (ówczesna Kolej Północna) - było to także pierwsze połączenie kolejowe na terenie ziem dzisiejszej Republiki Czeskiej.

## Historia
Břeclav to historycznie pierwsza stacja kolejowa na terenie Czech , otwarta 6 czerwca 1839 roku na Kolei Północnej cesarza Ferdynanda , a w 1841 roku powstał tu pierwszy węzeł kolejowy w Austro-Węgrzech. Dziś jest to jedna z najważniejszych stacji w Republice Czeskiej pod względem międzynarodowego ruchu pasażerskiego i towarowego, krzyżują się tu pierwszy i drugi korytarz (kierunek Niemcy – Bałkany i kierunek Polska – Alpy).

## Budynek stacji
Budynek stacji oddano do użytku w 1840 r. 13 stycznia 2020 r. dokonano jego uroczystego otwarcia po trwającym remoncie, który częściowo przywrócił mu pierwotny wygląd. Budynek został docieplony, na zwolnione pomieszczenia na pierwszym piętrze budynku przenieśli się pracownicy Czeskiego Zakładu Ubezpieczeń Społecznych, w którym znajdowali się lekarze orzecznicy oraz urzędnicy zajmujący się sprawami emerytalnymi. 

## Linie kolejowe
- linia 246: Břeclav - Znojmo
- linia 247: Břeclav - Lednice
- linia 250: Havlíčkův Brod - Brno - Kúty
- linia 330: Přerov – Otrokovice – Břeclav
- Nordbahn: Wiedeń - Břeclav